# Charles Ernest Huin
Pour les personnes ayant le même patronyme, voir Huin.
Charles Ernest Huin, né le 30 janvier 1836 à Nancy et décédé 3 décembre 1912 à Paris 6e, est un ingénieur de la Marine à qui l'on doit la construction des cuirassés Bouvet, Brennus et Hoche.

## Biographie
Charles Ernest Huin naît à Nancy le 30 janvier 1836 de Pierre Hippolyte Huin (1804-1864), docteur en médecine, négociant, industriel fabricant de papier de couleur à Nancy, et de Joséphine Gervais (1807-1850).
Il entre à l'École polytechnique le 1er novembre 1855 où il choisit l’architecture navale. Le 1er octobre 1857, il rejoint donc Lorient pour devenir élève du Génie Maritime et obtient, le 26 mai 1859 un diplôme de sous-ingénieur de la Marine de 3e classe.
Brillant, il devient rapidement adjoint à la direction des constructions navales du 3e arrondissement maritime auprès d'Alexandre Chédeville le 1er janvier 1860, puis passe sous-ingénieur de 2e classe le 26 mai 1861.
C'est à cette époque qu'il rencontre son épouse Marie Anne Augustine Bréger (1843-1929), fille de Gustave Bréger (1807-1872) et d’Émilie Dupuy de Lôme (1812-1893), la nièce du célèbre architecte naval Henri Dupuy de Lôme. Le mariage a lieu à Lorient le 20 novembre 1861.
Le 26 mai 1864, il passe sous-ingénieur de 1re classe et est fait chevalier de la Légion d'honneur le 9 mars 1867.
Depuis 1829, Lorient est un centre d'expérience d'artillerie. Vitesse, puissance, précision et portée des tirs de projectiles sont étudiés avec l'établissement de la Commission de Gâvres. Charles Ernest Huin devient membre de cette commission le 1er janvier 1869.
Il passe ingénieur de 2e classe le 4 octobre 1880 puis, le 1er janvier 1881, il devient directeur général des Chantiers de Construction navales de la Gironde à Lorient.
Le 8 janvier 1885, il est fait Officier de la Légion d'Honneur alors qu'il est ingénieur de 1re classe, puis Commandeur de la Légion d'Honneur le 11 juillet 1899 alors qu'il est directeur du Génie Maritime à Paris. Il prend sa retraite en 1902
Renversé par une automobile alors qu'il va chercher sa retraite au ministère de la Marine, Charles Ernest Huin meurt à Paris IVe le 3 décembre 1912.

## Travaux réalisés

### LeHoche

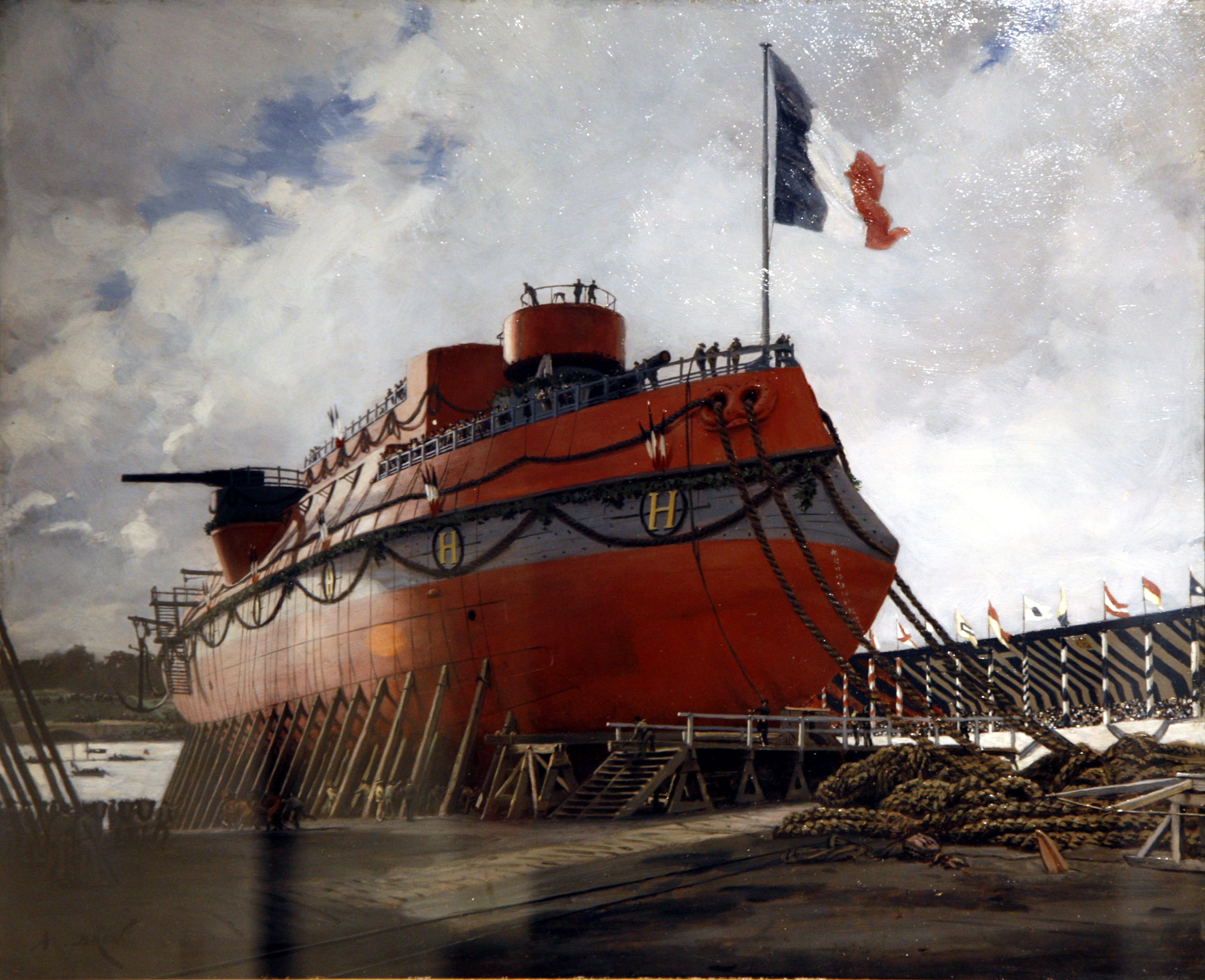
Cuirassé Hoche

(1880-1886) : Hoche

### LeBrennus
(1881-1893) : Brennus

### LeMarceau
(1882-1891) : Marceau

### LeCharles Martel
(1890-1896) : Charles Martel

### LeBouvet
(1892-1896) : Bouvet